# OpenCourseWare

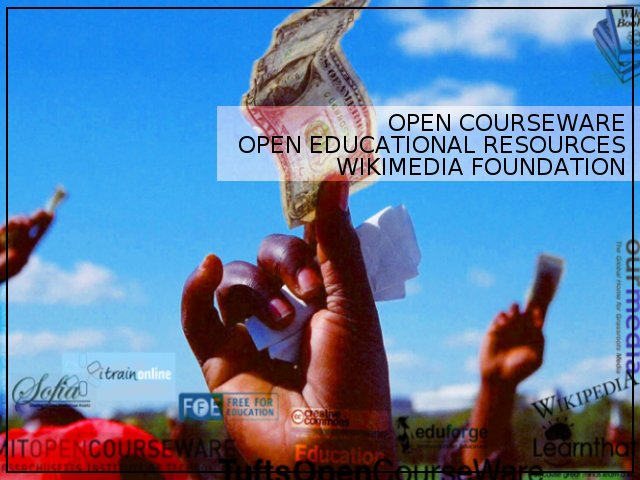
Diapositivas para el artículo "Práctica y recursos educativos abiertos "

Se conoce como OpenCourseWare (OCW) la publicación de materiales docentes como "contenidos abiertos". Es decir, son propiedad intelectual que asegura la cesión de algunos derechos de autor, como la distribución, reproducción, comunicación pública o generación de obra derivada. Es decir, no solo son contenidos de acceso libre y gratuito en la web, sino que además se puede reutilizar libremente respetando la cita del autor original. Estos materiales suelen corresponder a asignaturas de la educación superior universitaria, tanto de grado como de postgrado.
Los autores ceden los derechos de los contenidos con el modelo de "copyleft". La mayor parte de los OCW de las universidades han elegido la propuesta de Creative Commons de atribución no comercial y licenciar igual, aunque algunos de estos materiales se ofrecen con otros permisos, como la licencia GPL. Dichos contenidos no se publican con el fin de que los usuarios obtengan titulación o certificación alguna, sino con el fin de potenciar la sociedad del conocimiento y fomentar proyectos ulteriores entre instituciones y docentes relacionados con los contenidos abiertos.
Fue el Instituto Tecnológico de Massachusetts (MIT) la institución creadora de esta iniciativa. En el año 2001 anunció públicamente que daría acceso libre y gratuito a los materiales de todos sus cursos oficiales. En 2009 alcanza la cifra de 1900 cursos publicados de grado y posgrado. El principal desafío en implementarlo no ha sido la resistencia docente, sino los obstáculos logísticos encontrados al determinar la posesión y obtener permisos para la cantidad masiva de elementos de propiedad intelectual que están incluidos en los materiales de cursos de la facultad del MIT, además del tiempo y el esfuerzo técnico empleado para convertirlos en formato utilizables en línea. Copyright del material OCW generalmente permanece en la institución, miembros de su facultad, o sus estudiantes.
En 2005, MIT OpenCourseWare y otros proyectos OCW formaron el OpenCourseWare Consortium, que busca extender el alcance e impacto de los materiales opencourseware, y desarrollar modelos sostenibles para su publicación.

## Proyectos OpenCourseWare

### Asia
- China: China Open Resource for Education (CORE) (Recursos Abiertos de China para la Educación) es un consorcio de universidades chinas que han comenzado a traducir cursos MIT-OCW al chino. También publicarán sus propios cursos en los años venideros.

- Japón: Japan OCW Alliance (Alianza OCW de Japón) contiene materiales de las mejores universidades de ese país.

- India: The National Programme Of Technology Enabled Learning (NPTEL) (Programa Nacional de Aprendizaje Facultado por Tecnología) es llevado a cabo por los siete institutos indios de tecnología existentes --entre ellos, el Instituto Indio de la Ciencia, y otros--, cuyo objetivo principal es mejorar la calidad de la enseñanza de la ingeniería, a la vez que se conceptúe un currículo basado en vídeos y cursos web.

Rai Foundation suministra variedad de cursos de biotecnología, derecho, etc.
- Taiwan: El Sistema de Prototipo Opensource Opencourseware (OOPS) es un grupo organizado de traductores voluntarios que traduce los cursos en chino tradicional por el internet. El líder del proyecto es Fantasy Foundation's Lucifer Chu.

The China Economic Databases OpenCourseWare Project recopila información alrededor del mundo de cursos pertinentes a la economía china.
- Tailandia: Cursos de ingeniería disponibles en Faculty of Engineering, Chulalongkorn University.

- Vietnam: FETP OpenCourseWare Fulbright Economics Teaching Program (Programa de Enseñanza de Económicas Fulbright).

### Europa

#### España
- Universidad de Alicante OCW UA :

La Universidad de Alicante cuenta con 215 cursos dentro de su proyecto OpenCourseWare, que se inició en 2017. Es un proyecto de acceso libre y gratuito que no se centra únicamente en la publicación. Genera nuevos contenidos para ser compartidos entre docentes de forma libre y sencilla de muchas disciplinas distintas, siendo estas Artes y Humanidades, Ciencias de la salud, Ciencias experimentales, Ciencias Sociales y Jurídicas (donde se enmarcan la mayoría de los cursos), e Ingeniería y Arquitectura.
La variedad en la oferta de sus cursos, los temas tratados y los distintos idiomas disponibles, fueron los causantes de que, en 2011, OpenCourseWare Consortium estableciera a dicha universidad como “Reference Site” dentro del OpenCourseWare.
- Universidad Autónoma de Barcelona OCW UAB
- Universidad de Cádiz OCW UCA
- Universidad de Cantabria OCW UNICAN Archivado el 9 de mayo de 2013 en Wayback Machine.
- Universidad Carlos III de Madrid OCW UC3M
- Universidad de Extremadura OCW UNEX
- Universidad de Granada OCW UGR
- Universidad de Huelva OCW UHU
- Universidad Internacional de Andalucía OCW UNIA

La Universidad Internacional de Andalucía cuenta con un programa OpenCourseWare desde el 19 de diciembre de 2007.
Con esta iniciativa procura adaptar sus servicios universitarios a la nueva sociedad del conocimiento; ya no solo produciendo conocimiento, sino también transmitiéndolo y difundiéndolo para que sea de fácil acceso. 
Este proyecto se centra en el contenido abierto, algo primordial en nuestra sociedad contemporánea tras la ubicuidad de Internet y la forma en la que este ha cambiado el panorama educativo.
Los recursos se pueden usar tanto con el objetivo de aprender de forma autónoma, como materiales usados por profesores en la realización de su actividad docente.
- Universidad de las Islas Baleares OCW UIB
- Universidad Jaume I OCW UJI
- Universidad de La Laguna OCW ULL Archivado el 3 de julio de 2011 en Wayback Machine.
- Universidad Miguel Hernández OCW UMH

La Universidad Miguel Hernández de Elche consta de 47 cursos de distintas ramas (Arte y Humanidades, Ingeniería y Arquitectura, Ciencias, Ciencias de la salud y Ciencias Sociales y Jurídicas). Estos son creados por los propios profesores de la Universidad.
Los materiales facilitados por dicha Universidad como clases, actividades de refuerzos, clases, explicaciones de prácticas, etc se distribuyen bajo licencia Creative Commons.
De esta forma, los alumnos disponen de los materiales tanto de la UMH como de otras Universidades.
Algo muy interesante de esta iniciativa es que te permite conocer los materiales usados en cada asignatura antes incluso de hacer la matrícula, lo que lleva a poder hacer una elección más fundamentada sobre los estudios cursados.
- UNED OCW Uned
- Universidad de Navarra OCW UNAV
- Universidad Oberta de Cataluña / OCW OUC (en español)
- Universidad de Oviedo OCW UNIOVI Archivado el 29 de mayo de 2009 en Wayback Machine.
- Universidad del País Vasco OCWEHU
- Universidad Politécnica de Cartagena OCW UPCT
- Universidad Politécnica de Cataluña OCW UPC
- Universidad Politécnica de Madrid OCW UPM
- Universidad de Murcia OCW UM
- Universidad Politécnica de Valencia OCW UPV
- Universidad de Salamanca OCW USAL
- Universidad de Santiago de Compostela OCW USC
- Universidad de Sevilla OCW US Archivado el 12 de diciembre de 2008 en Wayback Machine.
- Universidad de Valencia OCW UV
- Universidad de Zaragoza OCW UNIZAR

#### Francia
- Libres Savoirs: Escuela Graduada ParisTech (en francés)

#### Reino Unido
- OpenLearn: UK National Initiative (Iniciativa Nacional de la Gran Bretaña)
- Oxford : Oxford iTunes University Archivado el 24 de febrero de 2011 en Wayback Machine.

### Estados Unidos
- Carnegie Mellon: Open Learning Initiative
- Foothill-De Anza Community College District: Sofia Project Archivado el 31 de diciembre de 2006 en Wayback Machine.
- U. Johns Hopkins University Bloomberg School of Public Health: JHSPH OpenCourseWare Archivado el 28 de enero de 2021 en Wayback Machine.
- MIT : MIT OpenCourseWare
- Stanford : Stanford iTunes University Archivado el 10 de abril de 2015 en Wayback Machine.
- U. Tufts: Tufts OCW
- U. de California, Berkeley: UC Berkeley on iTunes y webcast.berkley
- U. del Estado de Utah: USU OpenCourseWare
- U. de Míchigan: Open Michigan
- Yale : Yale Open Courses

### América Latina
- Costa Rica: UNED OpenCourseWare, UNED Costa Rica Este sitio está involucrado en posibilitar la disponibilidad de los materiales de los cursos por medio de una licencia de contenido abierta, en la mayoría de los casos. Ciencias de la Administración (Compras y Almacenamiento, Introducción a los Negocios Internacionales y Mercadeo para el Comercio Internacional), Ciencias de la Educación (TIC y Necesidades educativas especiales, Tecnologías de Aprendizaje Distribuido y Compartido y Telecomunicaciones Educativas I), Ciencias Exactas y Naturales (Lógica para Computación), Ciencias Sociales y Humanidades (Técnicas de Animación Turística), Dirección de Extensión Universitaria (tapas Previas al Inicio de una Empresa), Dirección de Producción de Materiales Didácticos (Evaluación de Productos Multimediales Didácticos) y Sistema de Estudios de Posgrado (Diseño, Desarrollo y Evaluación de Cursos Virtuales y Tecnología y Trabajo)

- México: UDEM OpenCourseWare, U. de Monterrey es un proyecto iniciado a principios del 2007 y es el primero en México en ofrecer acceso libre a contenidos que forman parte de los programas de estudios superiores ofertados por la universidad; esperando contribuir con la responsabilidad global de educar y servir a al comunidad. Además, el Tecnológico de Monterrey cuenta con el propio: ITESM OCW, Tec de Monterrey.

- Iberoamérica: Universia es una red con más 1.056 universidades socias en España, Portugal y América Latina que ha traducido muchos cursos MIT al español y al portugués. Actualmente, lidera el Universia OpenCourseWare: Consorcio OCW para Iberoamérica, que ya cuenta con cinco universidades latinoamericanas y más de treinta españolas.

- Ecuador: OpenEQaula, Loja es un proyecto iniciado a principios del 2007 como una iniciativa por facilitar software útil para educación de forma abierta y libre propendiendo a la reducción de la brecha tecnológica. Es una compañía de tecnologías para educación y gestión del conocimiento con sede en Loja. La iniciativa crea el concepto de Opencourseware Social, ya que son los miembros de la comunidad quienes crean los espacios de aprendizaje (los cursos) y los dotan de contenido y actividades.

- Puerto Rico: El OpenCourseWare UPR de la U. de Puerto Rico es un portal digital libre y abierto de material universitario que incluye prontuarios, notas de clase, tareas y exámenes. Aunque las iniciativas OCW no ofrecen títulos, créditos, certificaciones ni acceso a los instructores, los materiales están disponibles gratuitamente bajo licencias abiertas para el beneficio de educadores y estudiantes alrededor del mundo. El portal OCW pone al alcance de educadores y estudiantes materiales para su desarrollo intelectual.

- Colombia:
  - El OpenCourseWare de UNIVALLE (Universidad del Valle - Cali), siguiendo su compromiso con la formación y con la construcción de una sociedad más justa y democrática, pone a su disposición en el portal OpenCourseWare (OCW) contenidos abiertos que forman parte de sus programas de pregrado y posgrado. Estos materiales, de acuerdo con la Licencia Creative Commons, pueden ser utilizados y compartidos por estudiantes que quieren ampliar los contenidos de un curso, por profesores que quieran utilizarlos como material de sus cursos o transformarlos para crear trabajos derivados o por cualquier persona que quiera ampliar sus conocimientos acerca de un tema. A través de OpenCourseWare no se ofrecen cursos a distancia sino apoyos a la formación, de manera abierta.

- Universidad Nacional de Colombia El OpenCourseWare de La Universidad Nacional de Colombia Pone a disposición de toda la comunidad los contenidos en línea elaborados por iniciativas docentes de altísima experiencia, vigencia académica, como un aporte fundamental en la vía de compartir, colaborar, gestionar y promover la generación de conocimiento.

- Universidad Icesi El OpenCourseWare de La Universidad Icesi Es el sitio web que pone a disposición de toda la sociedad, los conocimientos que la Universidad Icesi genera e imparte en sus aulas.

- Perú:  Universidad Nacional de Ingeniería OCW UNI
- Argentina: Universidad Nacional de Córdoba OCW UNC

### Directorios y sitios de búsqueda OpenCourseWare
- OpenCourseWare Finder
- OpenContentOnline - Motor de búsqueda para OpenCourseWare
- Open Courseware Directory - Cubre la mayoría de los temas académicos, desde las universidades y colegios de todo el mundo
- OpenCourseWare.es - OpenCourseWare en Castellano / Español